# Ruthless Records
Ruthless Records er et pladeselskab fra Los Angeles. Det blev oprettet af Eric Wright (aka. Eazy-E), hvor han bl.a. udgav N.W.As albums og sine egne plader omkring 1986-1995.